# بيت سيرا
بيت سيرا هي قرية فلسطينية تقع في الضفة الغربية في محافظة رام الله والبيرة، تقع تحديداً على شارع 443 الذي يربط مطار اللد وتل أبيب بمدينة القدس التي تبعد عنها ما يقارب الـ20 كم، وتحيط بها قرى صفا وبيت عور التحتا وخربثا المصباح وبيت لقيا وبيت نوبا وبير معين وهي من قرى رام الله. بلغ عدد سكان القرية 3800 نسمة، وتبلغ مساحة بيت سيرا الكلية 2250 دونماً، ومساحة المنطقة المبنية فيها 560 دونماً.
يتألف سكان قرية بيت سيرا من عدة عائلات وهي: عائلة أبوصفية، عائلة عنقاوي، عائلة حمدان، عائلة الحاج، عائلة أبوحشيش، وعائلة خطاب.

## تاريخها
أشارت كتب التاريخ إلى قرية بيت سيرا في قصة النبي يوسف عليه السلام، حيث يعتقد المؤرخون أن البئر الذي وضع فيه النبي يوسف قد يكون في قرية بيت سيرا. كانت حاضرة في معركة تحرير فلسطين من الصليبيين، ويُقال أن تسميتها كانت من القائد صلاح الدين الأيوبي عندما أحضر جيش المسلمين لتحرير القدس، وأمر صلاح الدين الجيش بالسير باتجاه القدس فسميت بيت سيرا. وفي روايات أخرى يُقال أن سبب التسمية هو وقوعها على مسار القوافل والرحالة الذين كانوا يمرون منها، ويعتقد كذلك بأن سيرا هي من أصل آرامي والذي يعني حبل، أو صف أو سلسلة.
تضم القرية العديد من المعالم الأثرية، حيث توجد فيها بقايا جدران وقبور ومغاور وبركة مستديرة الشكل، علاوة على الخرب الأثرية التي تحيط بالقرية، وهي خربة الدريش، وخربة مناع، وخربة ديرية.
في كافة مراحل الاحتلال لفلسطين تعرضت أراضي القرية للمصادرة، ففي عام 1948 قامت قوات الاحتلال بالسيطرة على 55% من أراضيها، واعتبرتها ضمن حدود الأراضي الفلسطينية المحتلة عام 1948، وفي عام 1967 تعرضت القرية للاحتلال كباقي الضفة الغربية ومنعت سلطات الاحتلال الأهالي من استغلال الأراضي غير المبني عليها وهي تشكل ثلثين الأراضي التي اُحتُلّت، وفي عام 2008 صادر الاحتلال جزءا كبيرا من أراضي القرية لبناء جدار الفصل العنصري. منذ السابع من أكتوبر لعام 2023 تعاني بيت سيرا من اقتحامات الاحتلال ومن عمليات الاعتقال والهدم للمنازل والمحلات التجارية، كما يعمد جيش الاحتلال إلى غلق حاجز بيت سيرا أو ما يُسمى بِمعبر مكابيم العسكري أمام المواطنين.

## توأمة
لبيت سيرا اتفاقية توأمة مع مدينة مونتروي.